# 優旃
優旃（ゆうせん、旃という名の俳優）は、古代中国の宮廷道化師。秦の始皇帝や二世皇帝に仕え、遠回しな諫言（諷諫）をした。『史記』滑稽列伝に3つのエピソードが伝わる。

## エピソード

### 侏儒
優旃は、古代の宮廷芸人の多くがそうだったように「侏儒」（しゅじゅ、小人）であり、笑い話や歌舞で始皇帝を楽しませていた。
あるとき、始皇帝が宮中で宴に興じていると、雨が降り出し、門前に立っている衛兵たちがずぶ濡れになっていた。それを不憫に思った優旃は、衛兵たちを呼び寄せて次のように言った。「君たちは背が高いから、雨の中でも見張りができるんだなあ。私は背が低いから、中で休んでいられるよ」 これを聞いた始皇帝は、衛兵たちを輪番で休ませるよう命じた。

### 園林
あるとき、始皇帝は皇室の園林を拡大して、東は函谷関、西は雍県と陳倉県にまで広げようとした。優旃は次のように言った。「いいですね。そこに動物を放し飼いにしておけば、敵が攻めてきても鹿が角で突いて撃退してくれるでしょう」 これを聞いた始皇帝は計画を中止した。

### 漆の城
二世皇帝が即位すると、城壁を全面漆塗りにしようとした。優旃は言った。「いいですね。民は出費を不安に思うでしょうが、それでも綺麗でしょう。つるつるの城壁なら敵が来たって登れません。ただ、漆を固めるには日光を遮る暗室が必要です。城をまるごと覆えるほど大きな暗室を作るのは、至難の業でしょうね」 これを聞いた二世皇帝は笑い、計画を中止した。
ほどなくして秦が滅ぶと、優旃は漢に帰順し、数年後に没した。